# Musselburgh (Nouvelle-Zélande)
Musselburgh est une banlieue résidentielle de la cité de Dunedin dans l’Île du Sud de la Nouvelle-Zélande.

## Situation
Elle est localisée au sud-est de la zone urbaine de la cité de Dunedin, à 2,8 km au sud-est du centre de la ville et c'est le point le plus étroit de l’isthme, qui joint la péninsule d'Otago vers le reste de l’île du Sud (ici large à ce niveau d'à peine 1,5 km).

## Toponymie
La banlieue tire son nom de la ville de Musselburgh en Écosse.

## Population
Musselburgh avait lors du recensement de 2001 en Nouvelle-Zélande une population de 2 835 habitants.

## Géographie
Le caractère géologique le plus distinctif de Musselburgh est une saillie rocheuse nommée Musselburgh Rise, qui se dresse de façon proéminente au-dessus de l’extrémité est de la plaine nommée "The Flat", le nom local pour cette large plaine côtière, qui s’étale à travers la banlieue de Saint Kilda et celle de South Dunedin (en).
La crête est localisée tout près de la pointe la plus au sud du mouillage de Otago Harbour, immédiatement à l’ouest de Anderson's Bay.
Une autre saillie rocheuse, géologiquement constituée à partir de la même formation, siège plusieurs centaines de mètres plus à l’est et a été l’objet d’extractions extensives en carrière.
Cet affleurement donne son nom à la rue principale de la banlieue Musselburgh Rise (différentiée du nom de l’affleurement par l’écriture sans l’article défini), qui relie l’extrémité sud de la route d'Andersons Bay Road et qui longe le flanc sud de la crête rocheuse. Musselburgh Rise contient la zone des petits commerces de la banlieue consistant en une douzaine de petits magasins.
Cette zone commerciale et le flanc sud de l’affleurement rocheux, est parfois considérée comme une banlieue séparée nommée: Sunshine, qui était à une certaine époque connue sous le nom de «Goat Hill».

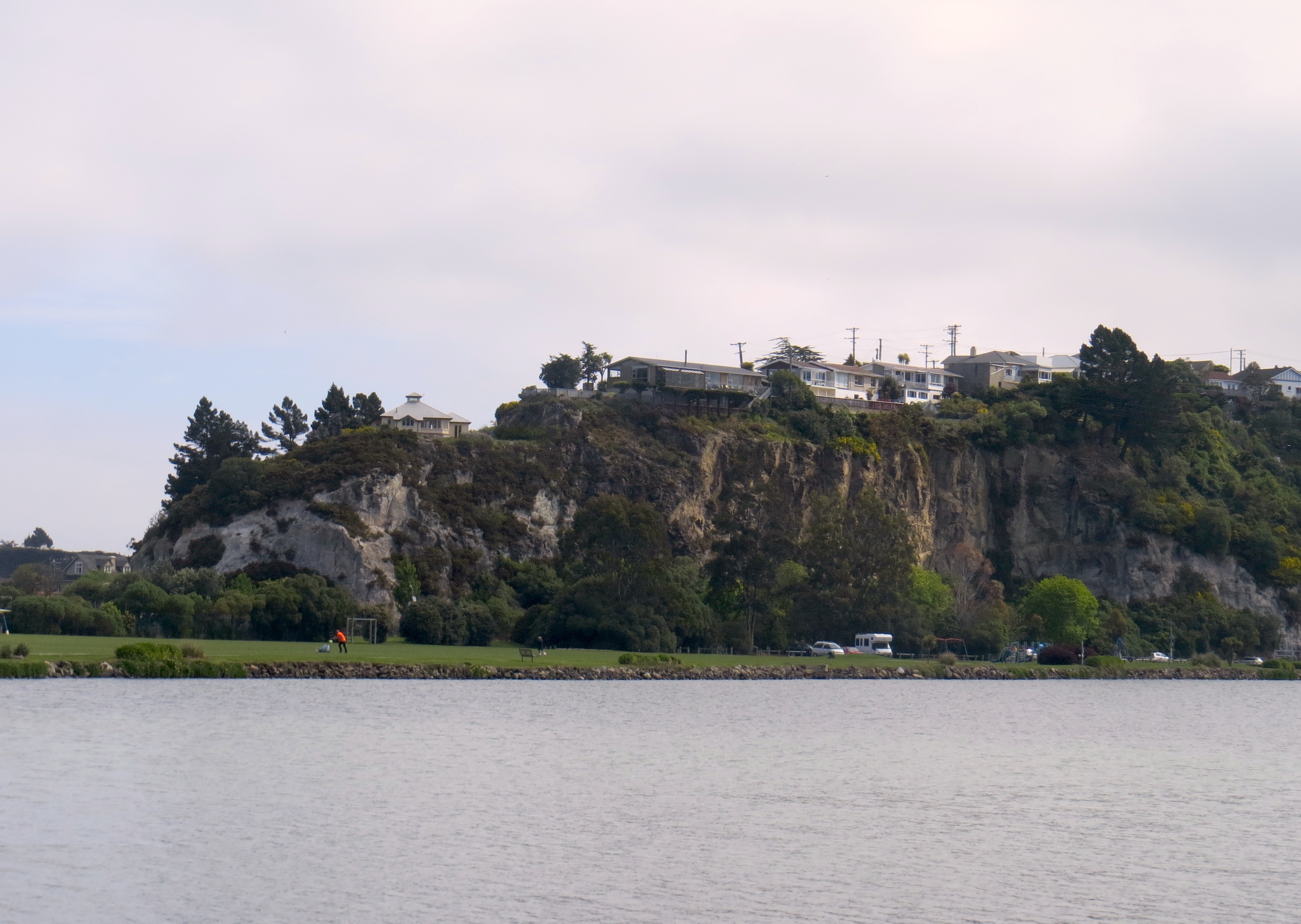
La pointe rocheuse de «Musselburgh Rise», vu de l’angle est de la crique de la baie d’Anderson.

Le côté nord de « Musselburgh Rise » est longé par une autre voie de communication principale nommée ‘Portobello Road’.
Cette route rejoint l’extrémité sud de ‘Portsmouth Drive’ tout près du point nord-est de la levée, et continue à travers la chaussée au niveau d’« Anderson's Bay Inlet », bien que la jonction soit une limite et le trafic ne peut pas tourner à droite à partir de la partie de Musselburgh de ‘Portsmouth Drive’ pour continuer à travers la chaussée.
Tout près de la jonction se trouve une grande pierre de mémorial pour les prisonniers Māori, issus de l’iwi des Taranaki (en) lors des Guerres maories, qui furent transportés, déportés vers le sud au niveau de Dunedin et dont un grand nombre ont participé à la construction de la chaussée et de plusieurs routes de la plage de Dunedin dans le cadre des travaux forcés auxquels ils étaient condamnés.
Un embranchement ferroviaire courait le long de ‘Portobello Road’, dans cette zone de 1870 et jusqu’en 1912, et la liaison par le rail continua vers la banlieue jusqu’à ce que la voie soit retirée en 1928.

## Éducation
Tout près de l’angle est de la levée, se trouve une des principales écoles secondaires de Dunedin nommée, école de Bayfield High School (en).
Cette école siège à proximité de la limite de la banlieue de Musselburgh et d’Anderson's Bay.

## Activités
La zone résidentielle de Musselburgh's comprend le sommet de la crête de ‘Musselburgh Rise’, et s’étend vers l’est et le sud le long de l’angle est de la banlieue de Saint Kilda.
Les autres banlieues environnantes comprennent Anderson's Bay à l’est, Tahuna, Otago dans le sud-est et Tainui dans le sud.
Le sommet de la jetée comprend plusieurs grandes maisons, incluant de façon notable :
La maison ‘Belmont’, construite en 1860 pour l’homme politique, journaliste et éditeur William Cutten (en).
Belmont fut plus tard la propriété de ‘Sidney Neill’ et  devint fameuse pour le jardin. Neill était le fils de Percy Neill, fondateur de la société de « Neill & Co », qui allait devenir le plus grand importateur de liqueur de Nouvelle-Zélande.
La femme de Sidney Neill vécu à « Belmont » jusqu’à la fin de 1950, quand la grande maison fut vendue, divisée et la propriété fut rompue en sections séparées.
La ‘Rise’ était aussi le domicile de Sir Norman Haggitt.